# Washburn PS

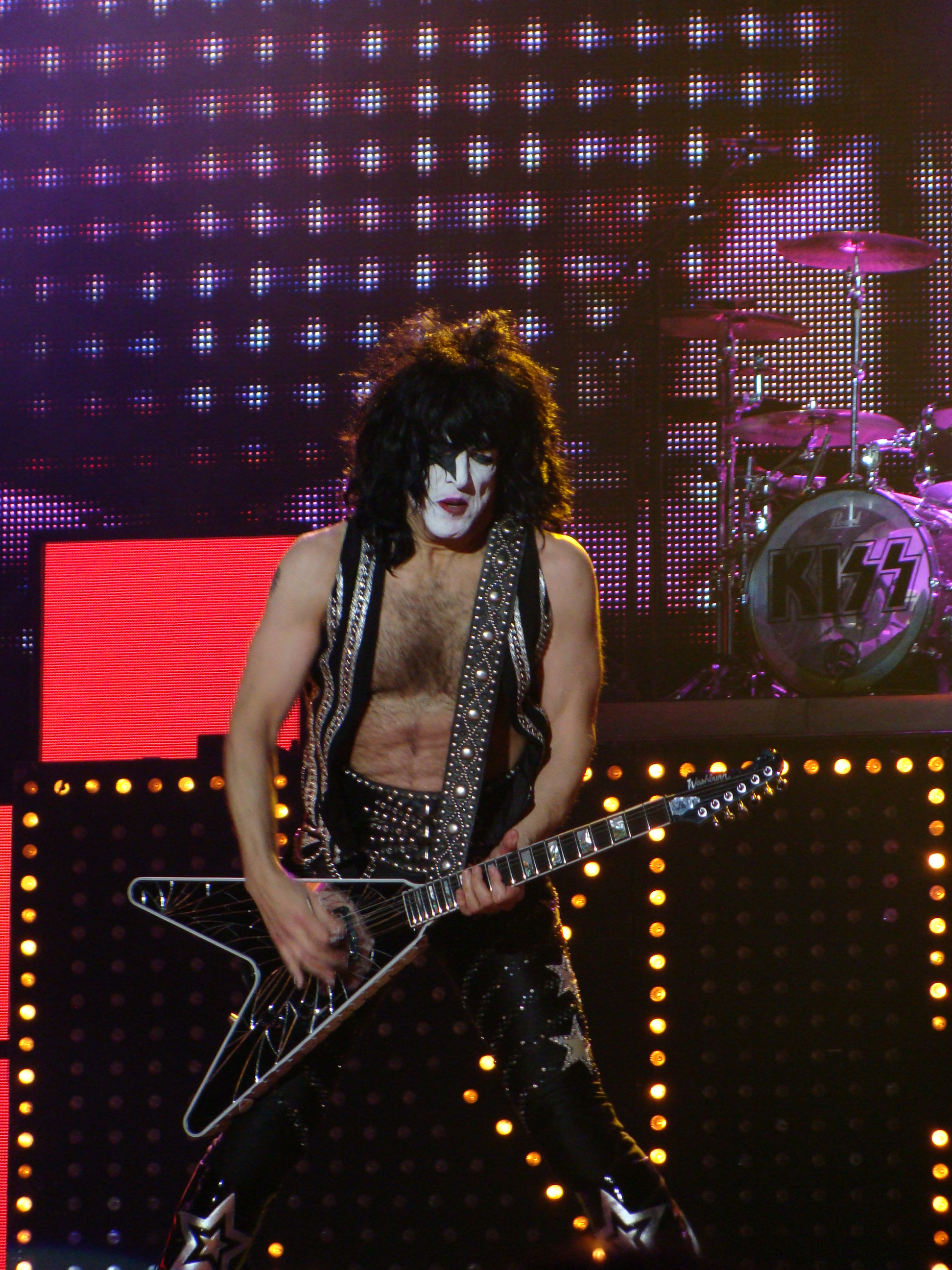
Paul Stanley live mit Washburn PSV 2200

Washburn PS ist eine E-Gitarrenserie des US-amerikanischen Gitarrenherstellers Washburn Guitars. Bei den PS-Modellen handelt es sich ausschließlich um Signature-Modelle des Kiss-Gitarristen Paul Stanley. Im Gegensatz zu bekannten Signature-Serien anderer Hersteller handelt es sich bei den PS-Modellen um Gitarren, deren Form sich stetig ändert. So werden Grundformen bekannter Gitarren (Flying V, Les Paul) aufgegriffen und variiert oder gänzlich neue Formen geschaffen. Allen PS-Modellen gemein ist jedoch, dass die Entwürfe von Paul Stanley stammen.
Die erste gemeinsam mit Washburn entwickelte Gitarre war die PS 1800, eine in den USA gefertigte Gitarre, die Stanley auch auf der Bühne spielte. Sie griff das Design der Ibanez Iceman PS 10 auf, die Paul Stanley in den 1970er Jahren gespielt hatte. Das Instrument war in verschiedenen Ausführungen und Farbkombinationen erhältlich und wurde in Anlehnung an Stanley’s bekanntestes Instrument auch in einer „Cracked Mirror“-Variante angeboten, bei der die Decke mit zerbrochenem Spiegelglas beklebt wurde.
Für den Massenmarkt bot Washburn die einfacher ausgestatteten Modelle PS 80 und PS 400 an, die in einem farbig gestalteten Karton mit einigen Zugaben geliefert wurden; die PS 400 erschien zudem in vier unterschiedlich lackierten Ausführungen (G1 bis G4), um einen Anreiz zum Kauf mehrerer Instrumente zu bieten. Auch das Akustikmodell PS 11 zielte auf den Massenmarkt und war im Set mit einer Gigbag erhältlich.
2007 erschien die offensichtlich von der Form einer Gibson Les Paul inspirierte „Preacher“-Serie (PS 7000 bis 9200); die Gitarre wurde von Stanley auf der Tournee zu seinem Soloalbum Live to Win gespielt. 2009 folgte die PSV 2200, ein Flying V-Modell, bevor auf der Musikmesse NAMM Show in Anaheim Anfang 2012 die PS 2012 „Starfire“ vorgestellt wurde, die zunächst in zwei Ausführungen (Schwarz und Weiß) erhältlich war. Im Januar 2013 stellte Washburn vier weitere Modelle der Starfire-Reihe vor, die den Namenszusatz „Time Traveler“ bekommen hatten. Sie waren in Blau, Rot, einem Goldton und Weiß erhältlich und wurden künstlich gealtert.

## Modelle
Akustikmodelle
- Washburn PS 9
- Washburn PS 11

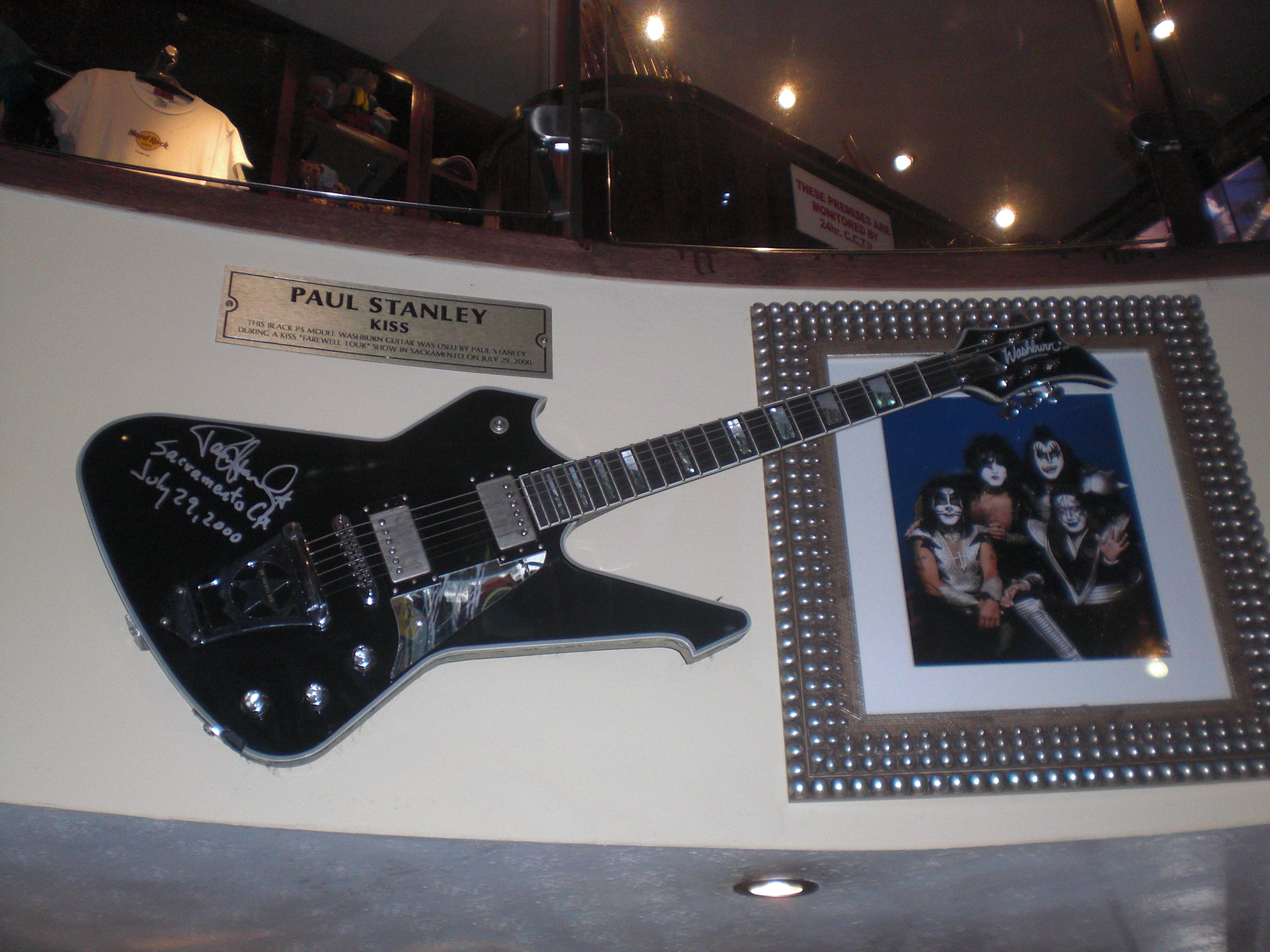
Washburn PS 2000 im Hard Rock Café Dublin

- Washburn PSAV (Flying V in Akustikausführung)

E-Gitarren
- Washburn PS 80
- Washburn PS 400
- Washburn PS 600
- Washburn PS 800
- Washburn PS 1800
- Washburn PS 2000
- Washburn PSV 2000 (Flying V)
- Washburn PSV 2200 (Flying V)

“Starfire”-Serie
- Washburn PS 10
- Washburn PS 12
- Washburn PS 2012
- Washburn PS 2012 Time Traveler

“Preacher”-Serie
- Washburn PS 7000
- Washburn PS 7200
- Washburn PS 9000
- Washburn PS 9200